# Isoetes andicola
Isoetes andicola là một loài dương xỉ trong họ Isoetaceae. Loài này được Amstutz L.D. Gómez mô tả khoa học đầu tiên năm 1980.